# Косиково (Верхнєландеховський район)
Косиково (рос. Косиково) — присілок в Верхнєландеховському районі Івановської області Російської Федерації.
Населення становить 40 осіб. Входить до складу муніципального утворення Верхнєландеховське міське поселення.

## Історія
Від 2005 року входить до складу муніципального утворення Верхнєландеховське міське поселення.

## Населення
| 1859 | 1905 | 2010 |
| ---- | ---- | ---- |
| 96   | ↗116 | ↘40  |